# Corydalis suzhiyunii
Corydalis suzhiyunii är en vallmoväxtart som beskrevs av Lidén. Corydalis suzhiyunii ingår i släktet nunneörter, och familjen vallmoväxter. Inga underarter finns listade i Catalogue of Life.